# 이노메트리
이노메트리(Innometry Co. Ltd.)는 대한민국의 배터리 검사 장비기업이다.
삼성SDI, SK온, LG에너지솔루션과 스웨덴 노스볼트 등에 제품을 납품한다 외국인 지분율은 약 1.05%이다

## 연혁
2008년 설립되어 2009년에 엑스레이 이물검사기 개발에 성공하며 휴대폰용 소형 2차전지 제조라인에 공급을 시작했다. 2018년 12월에 코스닥 시장에 상장했다.

## 투자
2020년 8월 넥스트아이의 보유 지분 40.6% 중 36.5%와 김준보 대표이사의 지분 17.21% 중 7%를 756억원에 사모펀드인 이스트브릿지파트너스에 매각하였다
핸즈코퍼레이션이 이스트브릿지프라이빗에쿼티가 이노메트리 인수를 위해 설립하는 특수목적법인(SPC)의 34.6%를 출자한다

## 논란
자비스가 이노메트리를 상대로 진행한 특허권침해 및 부정경쟁행위금지가처분 소송(2018카합21474 특허권침해 및 부정경쟁행위금지 가처분, 2018가합586330, 손해배상(지))에서 이노메트리가 승소했다.

## 같이 보기
- 자비스

## 참고문헌
1. ↑  이호길, “이물검사에 CT까지”···이차전지 검사 개척 '이노메트리', 전자신문, 2023-09-24
2. ↑  박두호, 이노메트리, '2차전지 검사'에 AI 도입..."올해 3D CT '세계 최초' 상용화 목표", 뉴스핌, 2023-01-31
3. ↑  심원용, 신한투자증권 기업분석보고서 이노메트리, 2023년 5월 15일
4. ↑  김재윤, 한국IR협의회 기업리서치센터 기업분석보고서-이노메트리, 2023-01-20
5. ↑  최종경, BNK투자증권 신규상장(IPO) 예정기업 보고서- 이노메트리 2018-11-23
6. ↑  '코스닥 알짜' 이노메트리…이스트브릿지에 팔린다, 한국경제, 2020년 8월 26일
7. ↑  정강훈, 핸즈코퍼레이션, SI로 이노메트리 인수 참여, 딜사이트, 2020년 9월 17일
8. ↑  이수환, 이노메트리, 경쟁사와 배터리 장비 소송전 '시끌', 디일렉, 2020-09-03